# Marquesasøerne
Marquesasøerne (fransk: Îles Marquises eller Archipel des Marquises) er en øgruppe i Fransk Polynesien i den sydlige del af Stillehavet 1.600 km nord for Tahiti. Marquesasøerne ligger på 9° 00S, 139° 30W.
Marquesasøerne består af 14 øer samt en række talrige småøer, som er er opdelt i en nordlig gruppe med hovedøerne Nuku Hiva, Ua Pou og Ua Huka og i en sydlig gruppe med Hiva Oa, Tahuata og Fatu Hiva som hovedøer. Arealet af øgruppen er 1.274 km².

## Øer i Marquesaøgruppen

### Nordlige Marquesa
- Eiao
- Hatutu
- Motu Iti
- Motu Oa
- Motu One
- Nuku Hiva
- Ua Huka
- Ua Pou

### Sydlige Marquesa
- Fatu Hiva
- Fatu Huku
- Hiva Oa
- Moho Tani
- Motu Nao
- Tahuata
- Terihi